# 500.
500. je prvo desetletje v 6. stoletju med letoma 500 in 509. 